# Loge De Friesche Trouw
Loge De Friesche Trouw is een vrijmetselaarsloge in de stad Leeuwarden opgericht in 1782, vallende onder het Grootoosten der Nederlanden.

## Geschiedenis
Deze loge werd op 11 februari 1782 opgericht. De op 9 maart 1782 verleende constitutiebrief vermeldt de namen van Wilco baron thoe Schwartzenberg en Hohenlansberg, Wilco Holdinga Tjalling Camstra Baron thoe Schwartzenberg en Hohenlansberg, Ernst Louis Otto Baron van Eberstein, Johannes Casparus Bergsma, Arent Johan van Glinstra, Nicolaus Arnoldi Knock en Epeus Wielinga Huber, allen lid van de ambulante Regimentsloge ‘L’Esprit du Corps’. Op deze constitutiebrief is een notitie van 10 mei 1782 dat T. Roorda, H. de Vries, P.A. Schik, B.M. Schik and H. Boekerk zich bij de oprichters hebben gevoegd. De loge werd op 10 mei 1782 geïnstalleerd. De loge was in ruste van 1814 (zij werd zelfs financieel geliquideerd) tot 1817 en van 1821 tot 1837. Op 14 februari 1837 besluiten jhr. H.M. Speelman Wobma, G.L. Feyens, W.R. van Sippama, K. v.d. Veen, J. Hora Adema, C.J. v.d. Veen, en H. van Noord de werkzaamheden definitief te hervatten. Zij werden hierin bijgestaan door geaffilieerde leden van de loge (buitenleden) : C.J. van Dam van Isselt, J. de Sitter, P.C. Simon, A.J. Mispelblom Beyer, C.J. Bolten, L.J.A. van der Kun, J.G. Groïn, J.J. de Jong, S. Brouwer, U. Folkertsma, H.D. van Sloterdijck, A. Menalda en G. Meinesz.

## Voorzittend Meesters
In onderstaande lijst een overzicht van de Voorzittend Meesters van Loge De Friesche Trouw gedurende de eerste twee eeuwen van haar bestaan.
| Van  | Tot  | Voorzittend Meester               |
| ---- | ---- | --------------------------------- |
| 1782 | 1792 | Johannes Casparus Bergsma         |
| 1792 | 1794 | Epeus Wielinga Huber              |
| 1794 | 1797 | Bernardus Marius Schik            |
| 1797 | 1801 | Epeus Cats                        |
| 1801 | 1804 | Petrus Gosliga                    |
| 1804 | 1805 | Willem Bernardus Bergsma          |
| 1805 | 1808 | Evert Roorda                      |
| 1809 | 1811 | Carel Æmilius Els Collot d'Escury |
| 1812 | 1812 | Evert Roorda                      |
| 1813 | 1813 | Daniël Hermannus Andreae (Gzn.)   |
| 1814 | 1817 | Evert Roorda                      |
| 1818 | 1818 | Jean le Maire                     |
| 1819 | 1820 | Carel Æmilius Els Collot d'Escury |
| 1837 | 1855 | Seerp Brouwer                     |
| 1855 | 1879 | Cornelis Wiersma                  |
| 1879 | 1884 | Zijtse Sijbouts de Haan           |
| 1884 | 1894 | Marcus Jan Baart de la Faille     |
| 1894 | 1900 | Auke Bloembergen (Ezn.)           |
| 1900 | 1909 | mr. Halbe Binnerts                |
| 1909 | 1912 | Reitze Bloembergen (Ezn.)         |
| 1912 | 1919 | Klaas Egbertus Brunger            |
| 1919 | 1931 | Mare Leonard Deenik               |
| 1931 | 1940 | Klaas Klaasesz.                   |
| 1945 | 1953 | Roelof Oeds van der Veen          |
| 1953 | 1957 | Douwe J. Heeringa                 |
| 1957 | 1964 | Hajo Wever                        |
| 1964 | 1970 | Johannis Theodoris Oudemans       |
| 1970 | 1974 | Dirk Douwe Osinga                 |
| 1974 | 1978 | Richard Hubert Wilhelm Joppe      |
| 1978 | 1981 | Gerlof Keulen                     |
| 1981 | 1982 | Hendrik Surink                    |